# Solarflüssigkeit

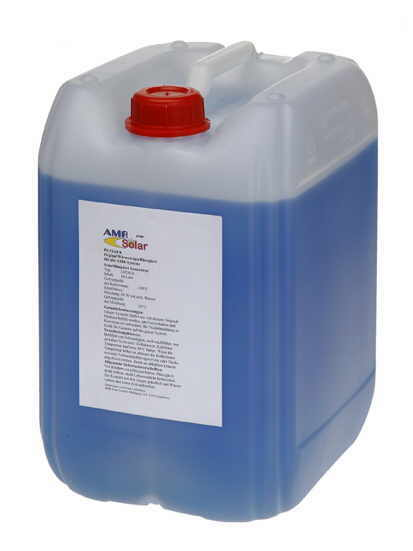
Solarflüssigkeit im Kanister

Als Solarflüssigkeit (englisch collector fluid) wird die in Sonnenkollektoren strömende Flüssigkeit bezeichnet. Sie überträgt die Wärme von den Kollektoren zum Verwendungsort.
Sie muss sowohl hohe Temperaturen überstehen können und gleichzeitig bei Frosttemperaturen flüssig bleiben. Die Flüssigkeit muss die hohen Stagnationstemperaturen aushalten und darf im Winter nicht einfrieren. Es hat sich ein Gemisch von Propylenglycol und Wasser durchgesetzt, mit einem Mischungsverhältnis von circa 50 Prozent Glycol. Weiterer geeigneter Frostschutz ist: Dipropylenglycol oder 1,3-Propandiol. Teilweise ist zusätzlich ein Korrosionsschutzmittel enthalten. Ähnliche Mischungen kommen ebenfalls bei Motorkühlungen von Verbrennungsfahrzeugen zum Einsatz. Diese Flüssigkeit muss nach Jahren wegen Alterung ausgetauscht werden. Sollte sich eine Anlage in extremen oder besonders häufigen Stagnationszuständen befunden haben, kann ein Austausch der Flüssigkeit schon früher notwendig sein. Bei Stagnation treten Temperaturen von 200 bis 260 °C auf, das Glycol zersetzt sich thermisch. Es kann dann zum sogenannten Cracken des Glycols führen, was eventuell mit klumpigen Rückständen einhergehen kann. Daher soll eine Kollektoranlage so aufgebaut sein, dass sie sich bei Überhitzung durch Dampfbildung leerdrückt und so möglichst nur kurzzeitig die hohen Temperaturen auf die Solarflüssigkeit einwirken. Dazu hat sie ein Puffervolumen und entsprechende Anordnung der Kollektorverrohrung.
Flüssigkeiten wie Thermoöl oder Sole haben sich nicht durchgesetzt. Öl hat eine geringere Wärmekapazität und ist schwieriger zu handhaben. Sole ist korrosiv.